# Joseph Doerflinger
Joseph Doerflinger, né le 24 mai 1898 à Mulhouse et décédé le 20 octobre 1970 à Milwaukee, est un pilote français, pionnier de l'aéropostale.

## Biographie
Il est le fils d'Albert Doerflinger et de Marie Bentz. Il est né Allemand dans une Alsace-Lorraine annexée depuis 1871.

### Première Guerre mondiale
Au début du conflit, il s'engage pour devenir pilote dans l'armée de l'air allemande. Mais, à 16 ans il est trop jeune. Il est affecté à l'armée de terre et combat au Hartmannswillerkopf et dans le secteur de Verdun. À l'Est, il combat en Galicie contre les russes.
En 1917, il demande son affectation dans l'armée de l'air allemande. Il est formé à Hanovre et à Halberstadt et fait son premier vol le 7 janvier 1918. À sa sortie d'école, ses résultats lui valent d'être affecté à l'escadrille du baron Mandfred Von Richthofen le « Baron rouge ». Il est sous-officier, n'étant pas de la noblesse et ne disposant pas de titre universitaire, il ne peut pas devenir officier,. 
Il est abattu deux fois et compte 14 victoires aériennes.

### Après-guerre
À la fin de la guerre, il s'engage dans l'armée de l'air française. Il est affecté à l'école d'aviation militaire d'Istres où on lui demande de repasser son brevet de pilote qu'il obtient le 26 juillet 1920. Ses résultats lui valent d'être nommé instructeur. 
Il a, entre autres, comme élèves célèbres, Jean Mermoz. 

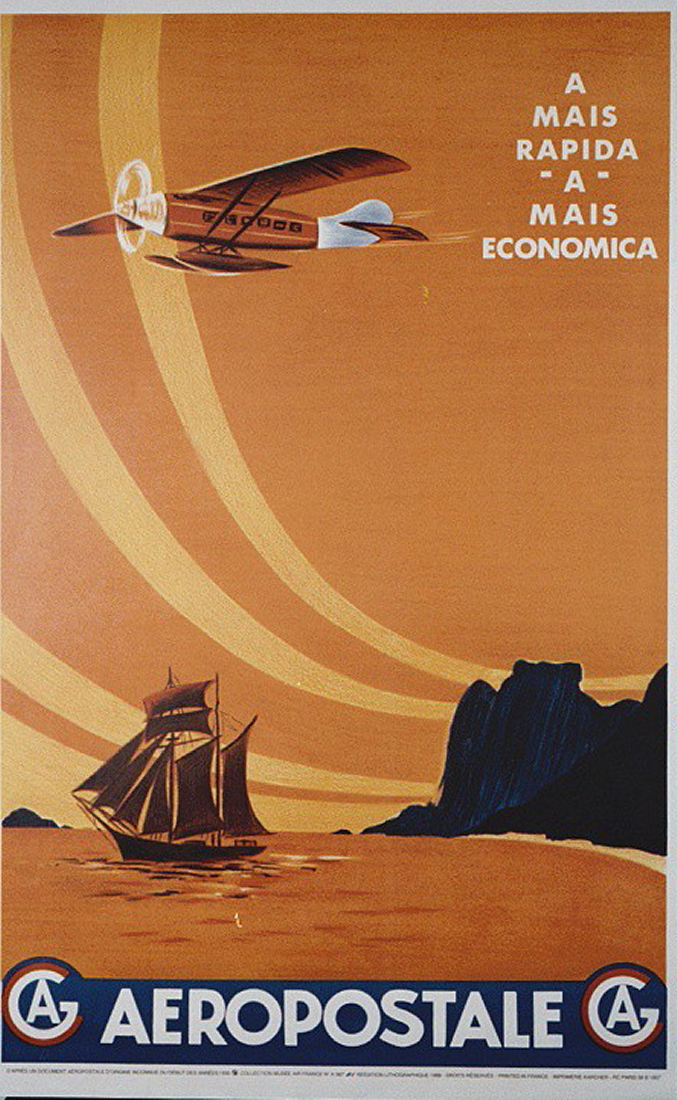
Affiche de l'aéropostale

À la fin de son contrat en mai 1921, il devient pilote commercial aux Lignes Aériennes Latécoère où il assure le service postale entre Toulouse et Casablanca. Il obtient son brevet de pilote d'avions de transport public le 19 janvier 1923. 
En 1924, ses qualités de pilotage lui permettent de devenir le recordman mondial de la sécurité en vol avec 150 000 km parcourus sans accident. 
Le 21 avril 1924, il épouse, à Duppigheim, Marie-Anne Hodapp qui est la sœur d'un de ses anciens élèves,. Ils auront 8 enfants.  
En 1925, il assure les liaisons entre Casablanca et Dakar et à partir de 1927, celles entre Marseille et Perpignan. Il est, aussi, pilote d'essai sur les avions et hydravions Latécoères.  
En 1928, il s'expatrie aux États-Unis où il poursuit sa carrière de pilote de ligne pour la compagnie Universal Ail Lines. Puis à partir de 1933, d'instructeur au sol dans une école privée de l'état du Milwauke. En 1943, l'école ferme et il met fin à sa carrière.  
En 1936, il obtient la nationalité américaine.  
En 1959, il écrit ses mémoires dans un livre :  Stepchild Pilot.